# Уэстбрук (Мэн)
Уэстбрук (англ. Westbrook) — город в округе Камберленд, в штате Мэн, США. По подсчетам бюро переписи населения в 2000 году население города составляло 16 142 человек.

## География
Согласно бюро переписи населения США, общая площадь города — 44,2 км², из которых: 43,7 км² — земля и 0,5 км² (1,17 %) — вода.